# 율곡고등학교 (경기)
율곡고등학교(栗谷高等學校)는 대한민국 경기도 파주시 법원읍 법원리에 있는 사립 고등학교이다.

## 학교 연혁
- 1954년 12월 31일 : 학교법인 조광학원 설립(설립자 윤선희 이사장)
- 1963년 12월 14일 : 율곡고등학교 3학급 설립 인가
- 1973년 12월 8일 : 율곡고등학교 12학급 설립인가
- 2014년 12월 29일 : 제4대 윤범영 이사장 취임
- 2017년 9월 1일 : 경기도지정 미술·음악교과중점학교 선정
- 2018년 3월 1일 : 제12대 윤종호 교장 취임
- 2019년 1월 11일 : 제53회 졸업식(연인원 7,225명)
- 2022년 1월 11일 : 제56회 졸업식(졸업생 125명)
- 2022년 3월 2일 : 2022학년도 141명 입학(전체 18학급)

## 참고 자료
- 율곡고등학교 - 한국교육학술정보원 학교알리미